# برج اطلس
برج اطلس (انگلیسی: Atlas Tower) ساختمان اداری ۲۸ طبقه مستقر در شهر ورشو، لهستان است، که پروژه ساخت آن در سال ۱۹۹۶ آغاز شد و در سال ۱۹۹۹ به بهره‌برداری رسید.